# Костомаровский переулок
Костома́ровский переу́лок — улица в центре Москвы в Таганском районе между Большим Полуярославским переулком и Костомаровской набережной.

## Происхождение названия

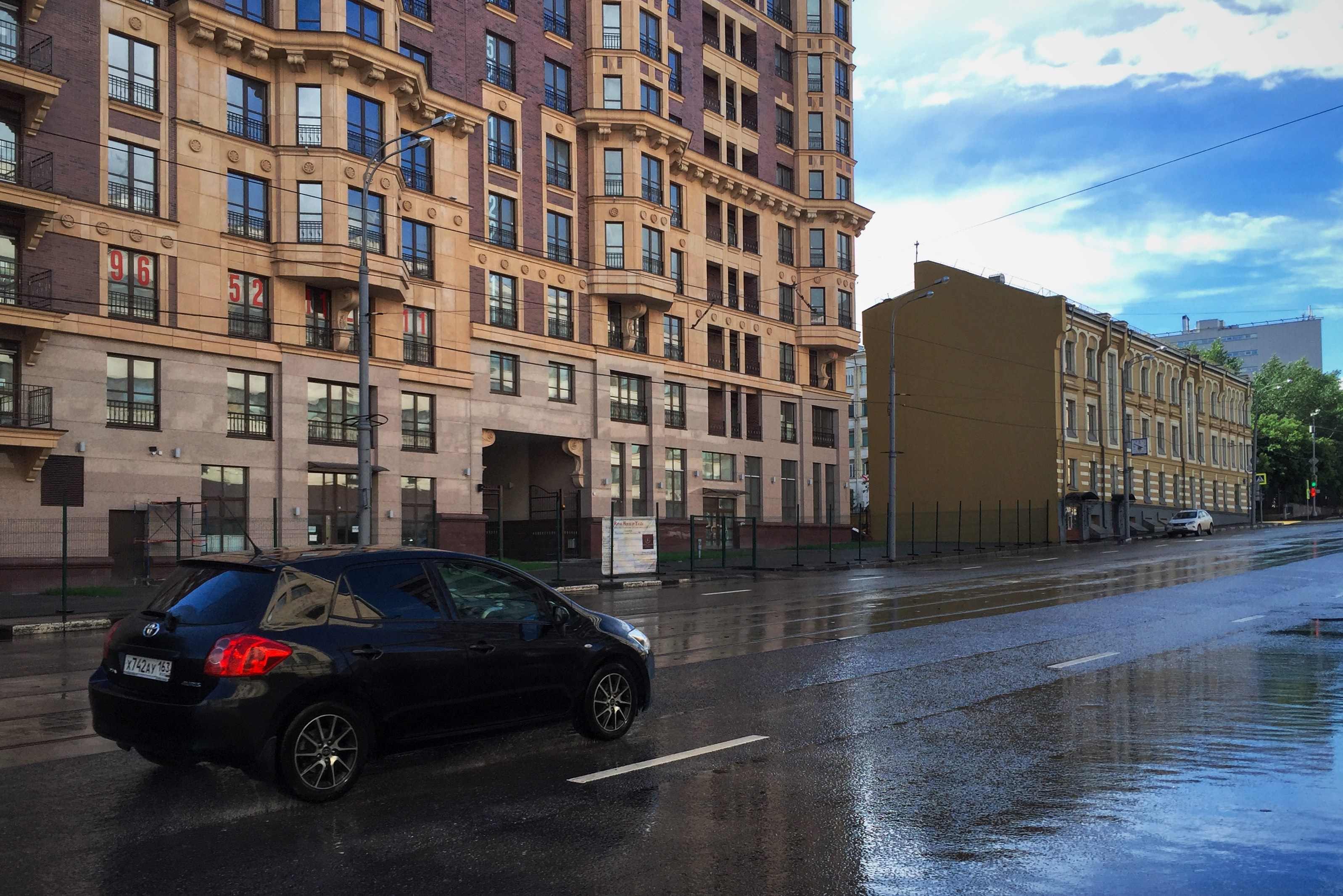
Костомаровский, чётная сторона (№№ 4 и 2).

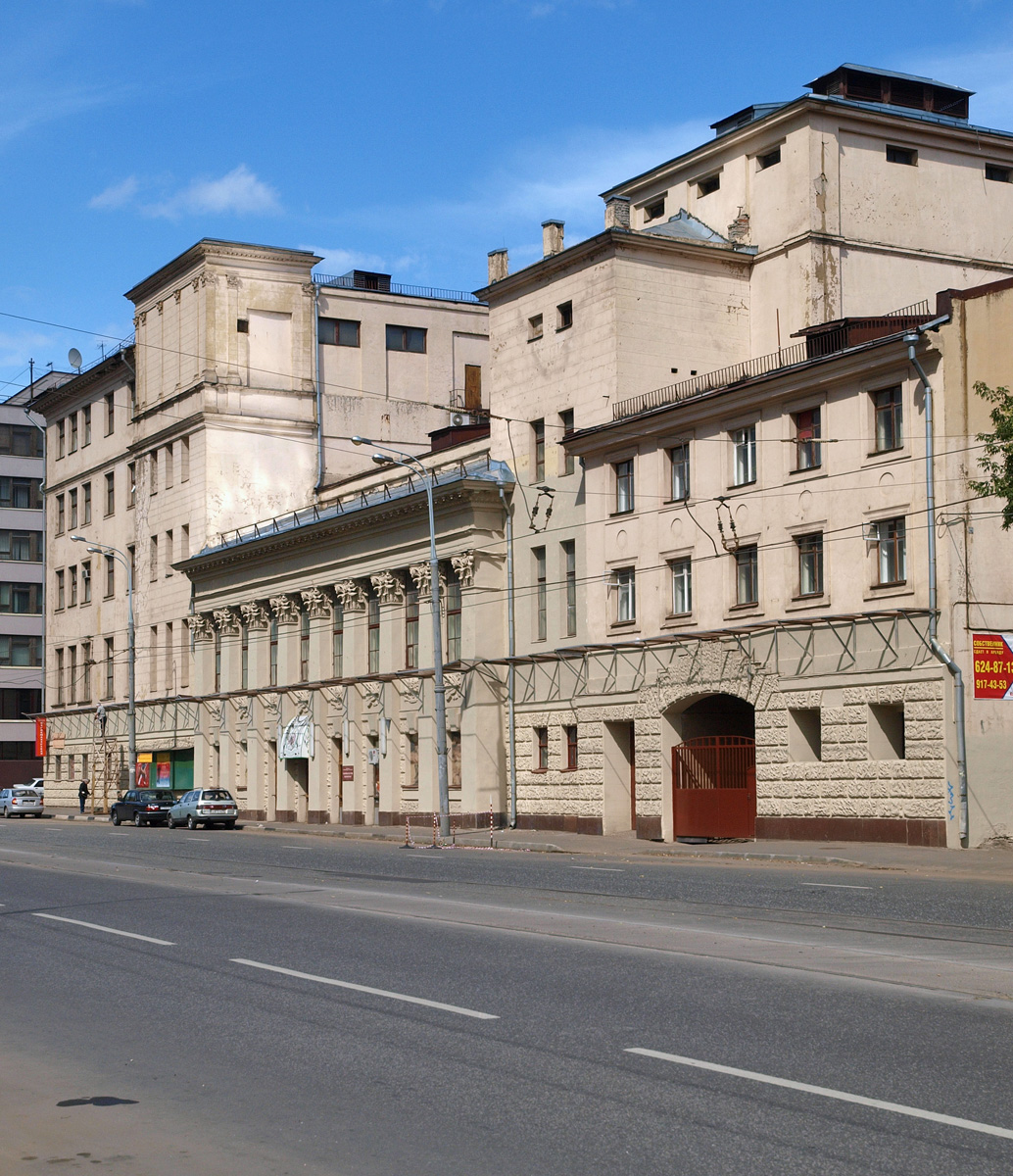
Костомаровский, № 3. Дворец культуры Метростроя.

Название было дано в XIX веке по фамилии землевладелицы, безвозмездно передавшей городу свою землю, по которой должен был пройти переулок с тем, однако, условием, что он будет называться её именем.

## Описание
Костомаровский переулок в настоящее время является участком крупной магистрали Таганского района. Он продолжает 2-й Сыромятнический переулок от пересечения с Большим Сыромятническим и проходит на юго-юго-восток к Яузе до Костомаровского моста (который за Яузой выходит на Андроньевскую площадь). Направо переулок выходит на Костомаровскую набережную, а налево — на Сыромятническую.

## Здания и сооружения
По нечётной стороне:
д. 3 — швейная фабрика им К. Цеткин (бывшее АО «МАРС», ранее Товарищество «Мандль и Райц»). До 1996 года была швейная фабрика.
Основана в 1908 году Л. И. Манделем и В. А. Райцем под названием "Фабрика белья, обуви, шорно-амуничных принадлежностей, обмундирования" (впоследствии товарищества «Мандель и Райц»). С 1916 по 1921 годы именовалась как «Русское акционерное общество «Марс». Фабрика одежды и обуви».  После национализации фабрика входила в трест Москвошвей № 10. В 1922 году по просьбе работниц фабрики ей присвоено имя Клары Цеткин, которая посетила фабрику 8 марта 1925 и выступила на митинге (мемориальная доска была установлена в 1972; закрыта мраморной плиткой при реконструкции фасада здания в 1999 г.). После 1999 года в здании располагались различного рода офисы. Здание снесено в 2024 году.
д. 3 — дворец культуры Метростроя (1937-2012). Ныне закрыт на реконструкцию. В 2020-х выставлен из-за долгов на продажу
д. 3, стр. 4 — штаб-квартира телеканалов ITR/ТДК (2003-2021). Все строения снесены в 2024 году
д. 7 — дом не сохранился. В нём жили поэт-символист  К. Д. Бальмонт (1867-1942) и его  жена — литературовед, переводчица Е. А. Бальмонт (Андреева) (1867-1950).
д. 11 — кирпичное двухэтажное здание 1937 года постройки. В послевоенное время был детский сад. После 1990-х - офисное здание.
д. 15 — бывшая почтовая станция. Сюда приходили письма от В. И. Ленина единомышленникам. В 1920-годы дом был заселён. Выселен в 2008 году. На фасаде дома со стороны Костомаровского моста был барельеф герба РСФСР. Дом снесён в 2009 году.
По чётной стороне:'
д. 2/6 — жилой дом (1909). До 2002 года трёхэтажный жилой дом. В 2002 году расселён и надстроен. Ныне административное здание. В доме жил конструктор авиационных двигателей,  Герой Социалистического Труда, лауреат Государственных премий СССР Аркадий Дмитриевич  Швецов (1892-1953).

## Транспорт
По переулку проходят трамваи 2, 4, 32 и автобус 40.